# Debit volumic de curgere
Debitul este, în geografie, geologie, hidrologie, dinamica fluidelor volumul unui fluid care trece într-o unitate de timp prin secțiunea transversală curgerii unui curs de apă, izvor, a unei fântâni, sonde, conducte etc. Debitul se poate exprima ca debit volumic sau debit masic.

## Definire
După intervalul de timp în care se urmărește curgerea debitul poate fi: instantaneu sau momentan și mediu.

### Debit momentan (instantaneu)
{\displaystyle Q={\frac {\Delta V}{\Delta t}}}  l/s

### Debit mediu
{\displaystyle Q={\frac {\Delta V}{\Delta t}}} m.c/h

## Debitmetrie
Măsurarea debitului diferitelor curgeri se numește debitmetrie și se realizează cu o varietate largă de dispozitive de măsurare. Un debitmetru foarte utilizat e cel electromagnetic.

## Unități de măsură
Debitul unui lichid se exprimă în l/sec (debit momentan) și în l/h sau în m³/h (debit sumar). Uneori lichidele dintr-o conductă sau sondă pot conține gaze, datorită cărui fapt debitul lor inițial nu corespunde cu cel real. De aceea, la aprecierea debitului de apă sau petrol al unei conducte sau sonde închise trebuie făcută o deosebire între debitul stabilizat și cel nestabilizat. Debitul unui gaz se exprimă, de obicei, în Nm³/h.

## Debitul apelor subterane și al cursurilor de apă
Debitul apelor subterane depinde de permeabilitatea rocilor, de grosimea stratului acvifer, de mărimea și forma bazinului hidrografic și de condițiile de alimentare, drenare sau exploatare a acestuia. Variațiile debitului depind de relief, de factorii climatici, cât și de cei antropogeni. 
Cursurile de apă se caracterizează prin debite medii lunare sau anuale, debite maxime și debite minime.